# Inspection générale de la Sécurité civile
L’Inspection générale de la Sécurité civile (IGSC) est une structure d’inspection, d’audit et de conseil rattachée au ministère de l’Intérieur français. Elle exerce une mission de contrôle des acteurs de la sécurité civile, civils comme militaires, sur l’ensemble du territoire national.
Elle intervient auprès de 186 entités (SDIS, BSPP, BMPM, UIISC, associations concourant pour la Sécurité civile), représentant environ 371 000 personnes réparties sur huit statuts différents.

## Historique
L’IGSC a été créée en 1938 dans le contexte de professionnalisation croissante des secours publics. D’abord tournée vers le suivi des services d’incendie, elle a progressivement élargi ses compétences à l’ensemble des acteurs de la sécurité civile. 
Au fil des réformes successives, elle s’est structurée autour de missions techniques, administratives et stratégiques. Son statut actuel repose notamment sur l’article L. 751-2 du Code de la sécurité intérieure et l’Arrêté du 6 avril 2021.

## Missions
L’Inspection générale est un organe de régulation, de veille et de conseil. Elle intervient à la fois à la demande des autorités locales, du directeur général de la sécurité civile ou de sa propre initiative.

### Contrôle et évaluation des services
L’IGSC procède à des inspections techniques et administratives régulières des services d’incendie et de secours (SDIS), des unités militaires (BSPP, BMPM, UIISC) ainsi que des structures de soutien et des associations agréées. Ces missions portent sur :
- l’organisation et le fonctionnement ;
- la conformité réglementaire ;
- la performance opérationnelle ;
- la sécurité et la santé au travail.

### Enquêtes techniques post-accidentelles
En cas d’incidents majeurs (accidents en intervention, dysfonctionnements critiques), elle mène des enquêtes techniques indépendantes, dans une optique de retour d’expérience et de prévention des risques.

### Appui, conseil et expertise
L’IGSC est aussi un appui technique des préfets et des autorités locales. Elle peut être mobilisée pour :
- aider à résoudre des difficultés internes à un SDIS ;
- accompagner des réformes organisationnelles ;
- conseiller les associations de sécurité civile.

### Audits thématiques
Elle conduit également des audits ciblés sur des thèmes transversaux (santé et sécurité au travail, doctrines opérationnelles, gouvernance, ressources humaines) ou en lien avec des crises majeures (pandémie, feux de forêt, accidents industriels…).

### Évaluation des cadres de direction
Conformément à l’Arrêté du 18 juin 2018, l’IGSC participe à l’évaluation professionnelle des directeurs et directeurs adjoints des SDIS. Cette évaluation permet :
- d’objectiver les décisions de nomination ou de reconduction ;
- d’identifier les besoins en formation ;
- de garantir la qualité du commandement territorial.

### Coopération inter-inspections
L’IGSC peut travailler conjointement avec l’Inspection générale de l'administration (IGA) ou d’autres corps d’inspection ministériels, notamment en cas de dysfonctionnements institutionnels ou de situations de crise.

## Organisation
L’IGSC est une structure légère et autonome, directement rattachée à la Direction générale de la Sécurité civile et de la gestion des crises (DGSCGC), elle-même dépendante du ministère de l’Intérieur.

### Direction
Elle est dirigée par un officier supérieur issu du corps des sapeurs-pompiers professionnels ou militaires, généralement au grade de Contrôleur général ou Inspecteur général. Il est assisté par un adjoint de grade équivalent.

### Effectifs et moyens
L’effectif permanent est réduit mais s’appuie sur un important réseau d’expertise :
- 12 inspecteurs permanents (profils administratifs, militaires, sapeurs-pompiers) ;
- 2 assistantes de direction ;
- 3 conseillers santé ;
- 30 inspecteurs associés, experts techniques référents ;
- 100 préventeurs civils et militaires dans les SDIS, formant le réseau « sécurité en service »[1].

### Activité annuelle
En moyenne, l’IGSC réalise une centaine de missions par an, réparties entre inspections complètes, audits thématiques, missions de conseil, et enquêtes techniques.

## Liste des directeurs
| Début   | Fin      | Grade              | Identité             |
| ------- | -------- | ------------------ | -------------------- |
| 1999    | 2003     | Colonel            | Christian Pourny     |
| 12/2016 | 11/2018  | Contrôleur général | Laurent Moreau       |
| 11/2018 | 06/2021  | Contrôleur général | Dominique Vandenhove |
| 06/2021 | en cours | Inspecteur général | Laurent Ferlay       |